# Графшафт (Рейнланд)
Графшафт (нем. Grafschaft) — община в Германии, в земле Рейнланд-Пфальц.
Входит в состав района Арвайлер. Население составляет 10 880 человек (на 31 декабря 2010 года). Занимает площадь 57,55 км².
В городе находится штаб-квартира и мануфактура германского автомобильного производителя Veritas.